# Лазарівка (Чортківський район)
Ла́зарівка — село в Україні, у Монастириській міській громаді Чортківського району Тернопільської області. Розташоване на річці Золота Липа, на сході району. До 2020 року адміністративний центр Лазарівської сільської ради, якій було підпорядковане с. Низьколизи.
Населення — 502 особи (2001).

## Історія
Поблизу Лазарівки виявлено археологічні пам'ятки пізнього палеоліту.
Перша писемна згадка — 1578.
Діяли «Просвіта», «Луг» та інші товариства, кооператива.
У національно-визвольній боротьбі брали участь:
- Ганна Безтільна (1926–р. см. невід.), Василь Бойко, Іван (1910–р. см. невід.), Микола (“Грім”; 1925–р. см. невід.), Михайло (р. н. невід.–1941) та Степан (1915–р. см. невід.) Глембіцькі, Василь Гранат (“Голуб”; 1926–р. см. невід.), Михайло (“Тигр”), Михайло (1929–2003) і Федір (1929–1993) Дворські, Степан Заяць, Василь Кобітович (“Канарей”; 1925–р. см. невід.), Григорій (1920–1941), Михайло та Степан (1930 р. н.) Латини, Петро Равлик (1922–р. см. невід.), Іван (1914–1945) і Степан Расевичі, Іван Рябчук (1922–р. см. невід.), Анна (1924–р. см. невід.), Василь (1922–1940) та Іван (рр. н. і см. невід.) Садівські, Іван Слобода (1929–1941), Михайло Цебрій (“Цезар”), Іван Шмирко (“Квітка”; 1924–р. см. невід.), Іван Якубовський (рр. н. і см. невід.).

Протягом 1962–1966 село належало до Бучацького району. 
12 червня 2020 року, відповідно до розпорядження Кабінету Міністрів України № 724-р «Про визначення адміністративних центрів та затвердження територій територіальних громад Тернопільської області» увійшло до складу Монастириської міської громади.
19 липня 2020 року, в результаті адміністративно-територіальної реформи та ліквідації Монастириського району, село увійшло до складу Чортківського району.

## Населення

### Мова
Розподіл населення за рідною мовою за даними перепису 2001 року:
| Мова       | Кількість | Відсоток |
| ---------- | --------- | -------- |
| українська | 502       | 100%     |

## Політика

### Парламентські вибори, 2019
На позачергових парламентських виборах 2019 року у селі функціонувала окрема виборча дільниця № 610679, розташована у приміщенні сільської ради.
Результати
- зареєстровано 270 виборців, явка 69,26%, найбільше голосів віддано за «Голос» — 18,38%, за Всеукраїнське об'єднання «Свобода» — 14,59%, за «Слугу народу», Всеукраїнське об'єднання «Батьківщина» і Радикальну партію Олега Ляшка — по 13,51%.[4] В одномандатному окрузі найбільше голосів отримав Микола Люшняк (самовисування) — 49,46%, за Романа Василіцького (Об'єднання «Самопоміч») — 10,87%, за Ігоря Сопеля (Слуга народу), Олега Вітвіцького (Голос) і Степана Брацюня (Конгрес українських націоналістів) — по 9,24%[5].

## Пам'ятки
Є церква Перенесення мощей святого Миколая (1812, дерев'яна, УГКЦ) та Євангельська Лютеранська Церква "Стрітення Господнього" (1937).
Споруджено пам'ятник воїнам-односельцям, полеглим у німецько-радянській війні (1970), встановлено пам'ятний хрест на честь скасування панщини (відновлений 1990), насипано символічну могилу Борцям за волю України (1991).

## Соціальна сфера
Працюють  бібліотека, ФАП, торговельний заклад.

## Галерея

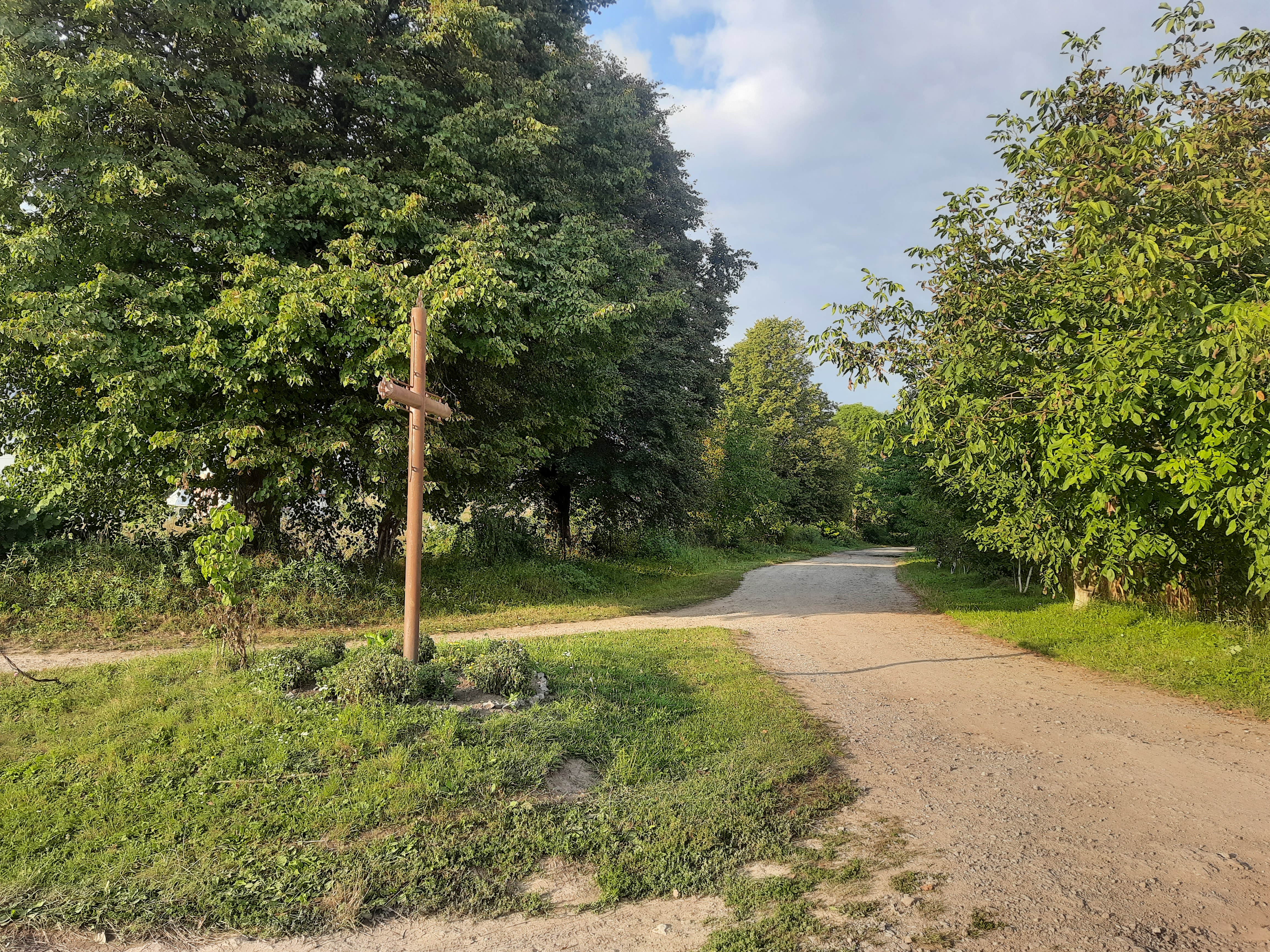
В'їзд у село
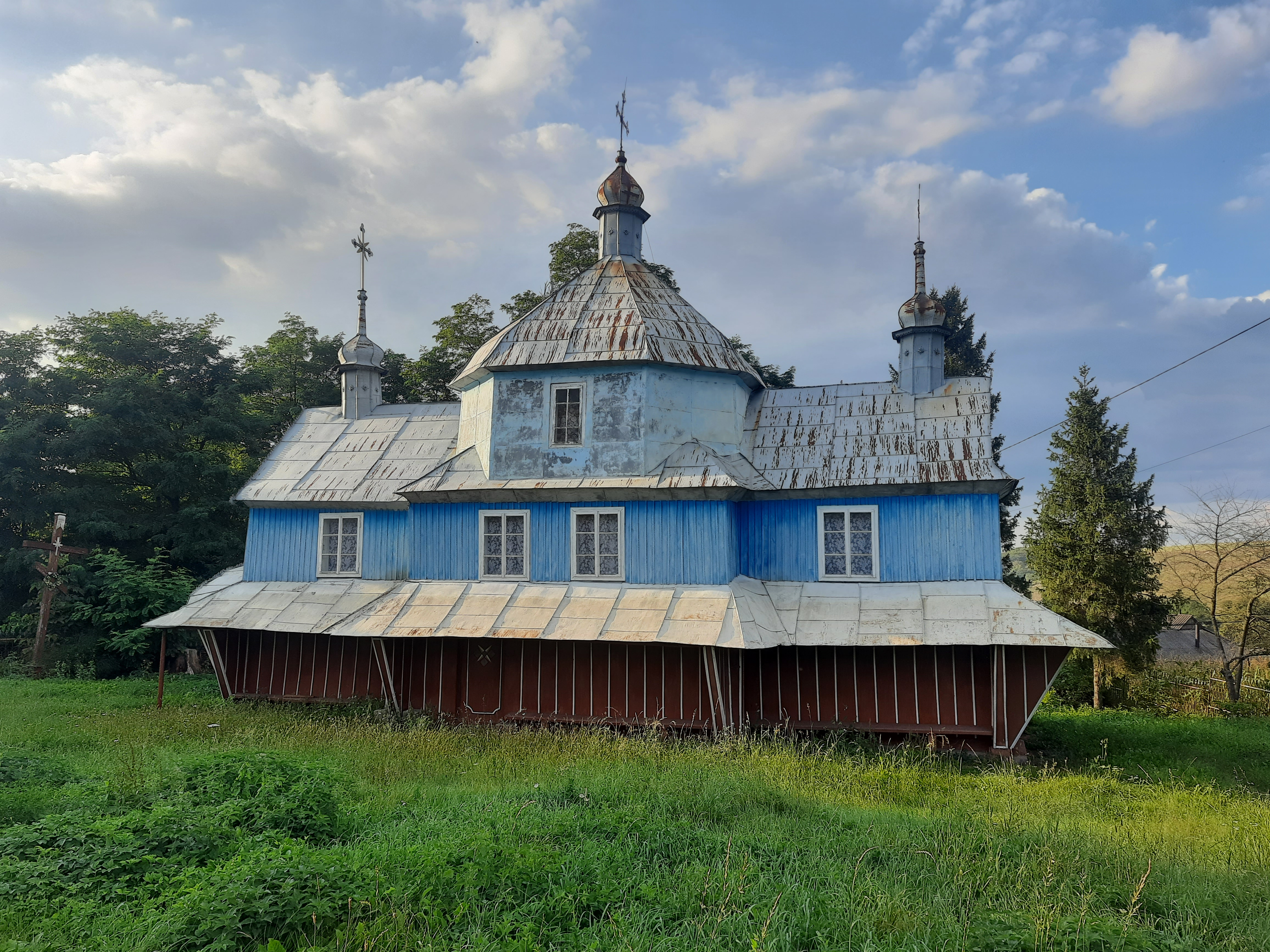
Церква Перенесення Мощей Святого Миколая (1812р)
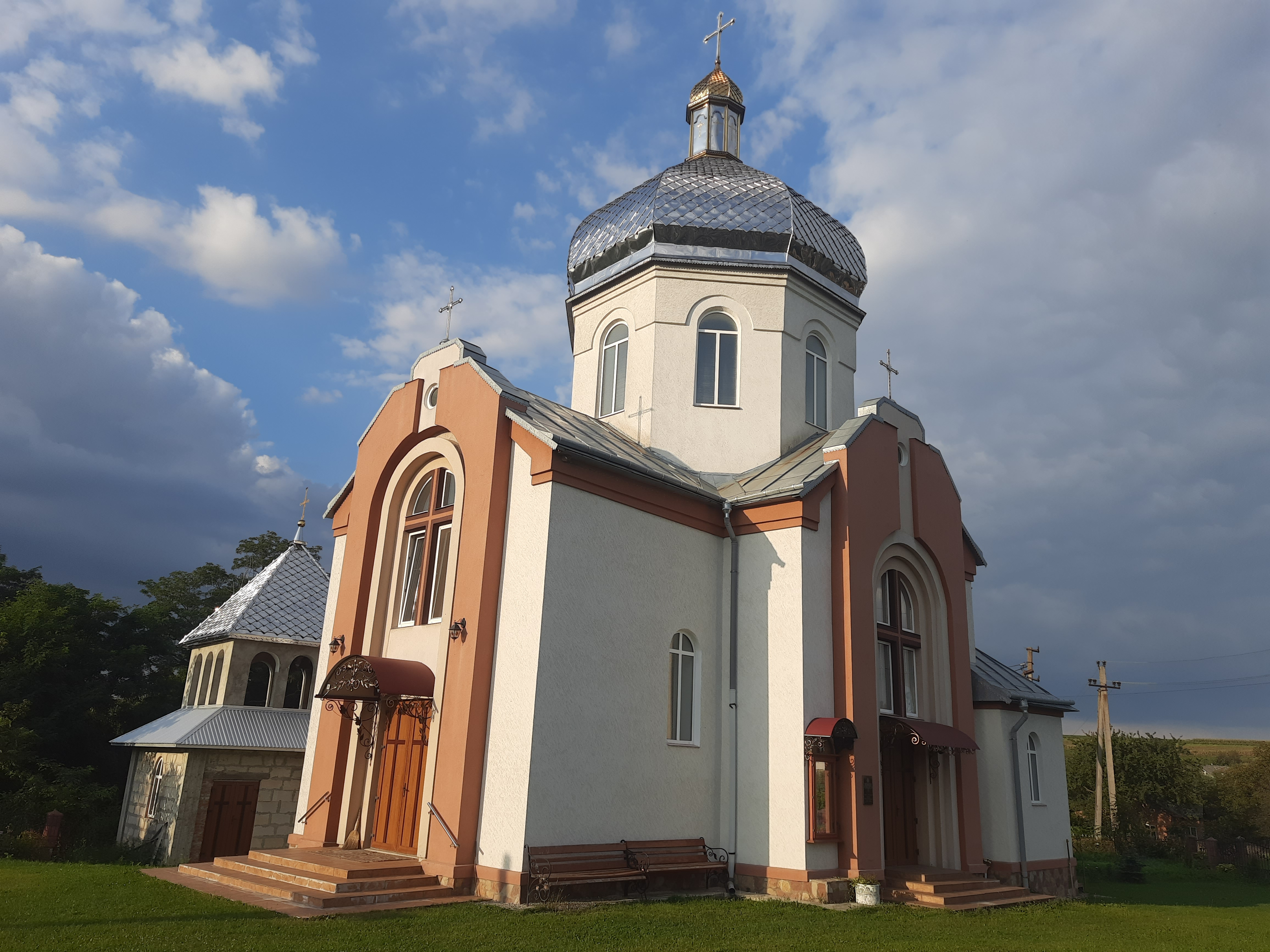
Нова церква
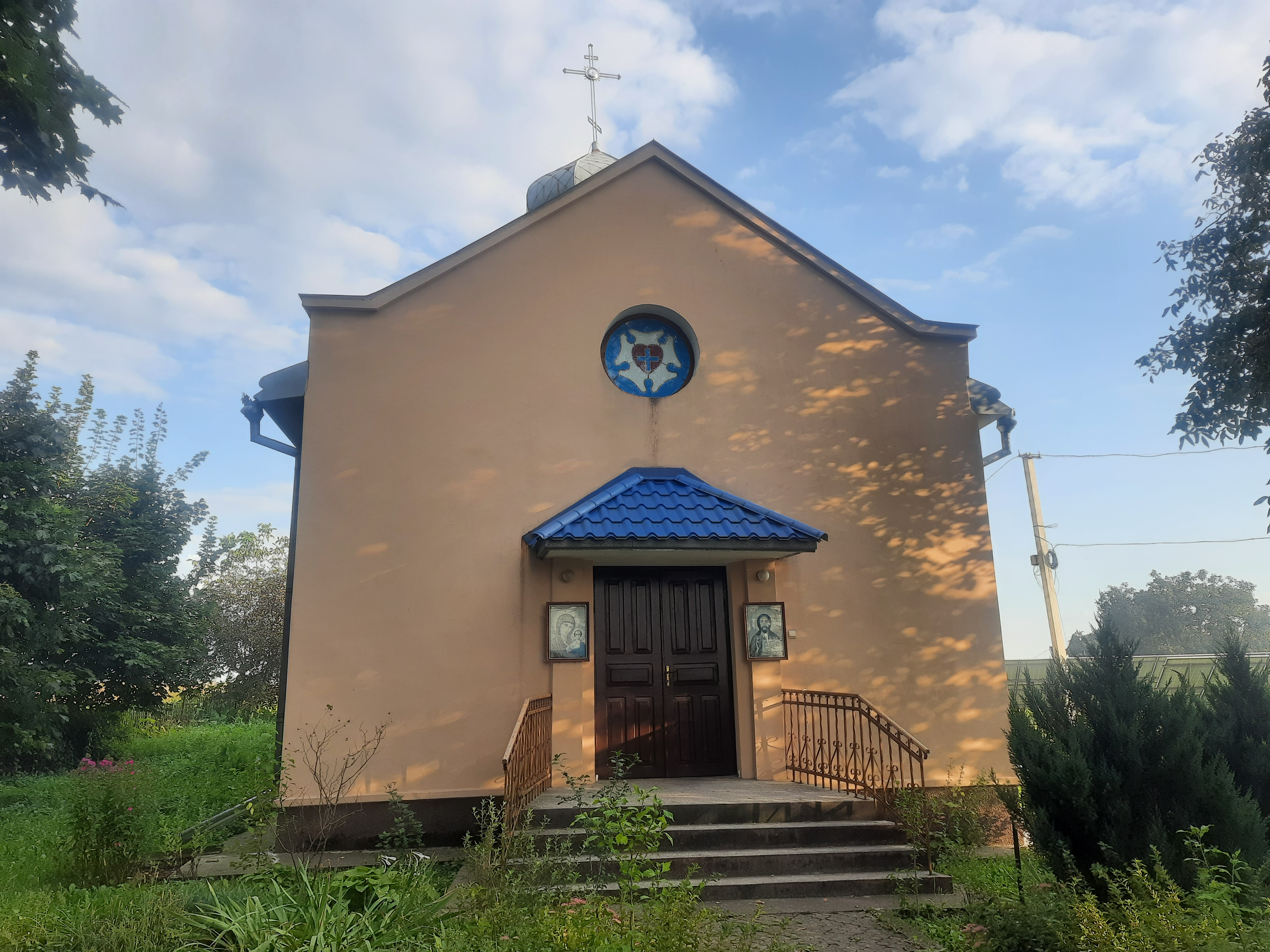
Євангельська Лютеранська Церква "Стрітення Господнього" (1937).
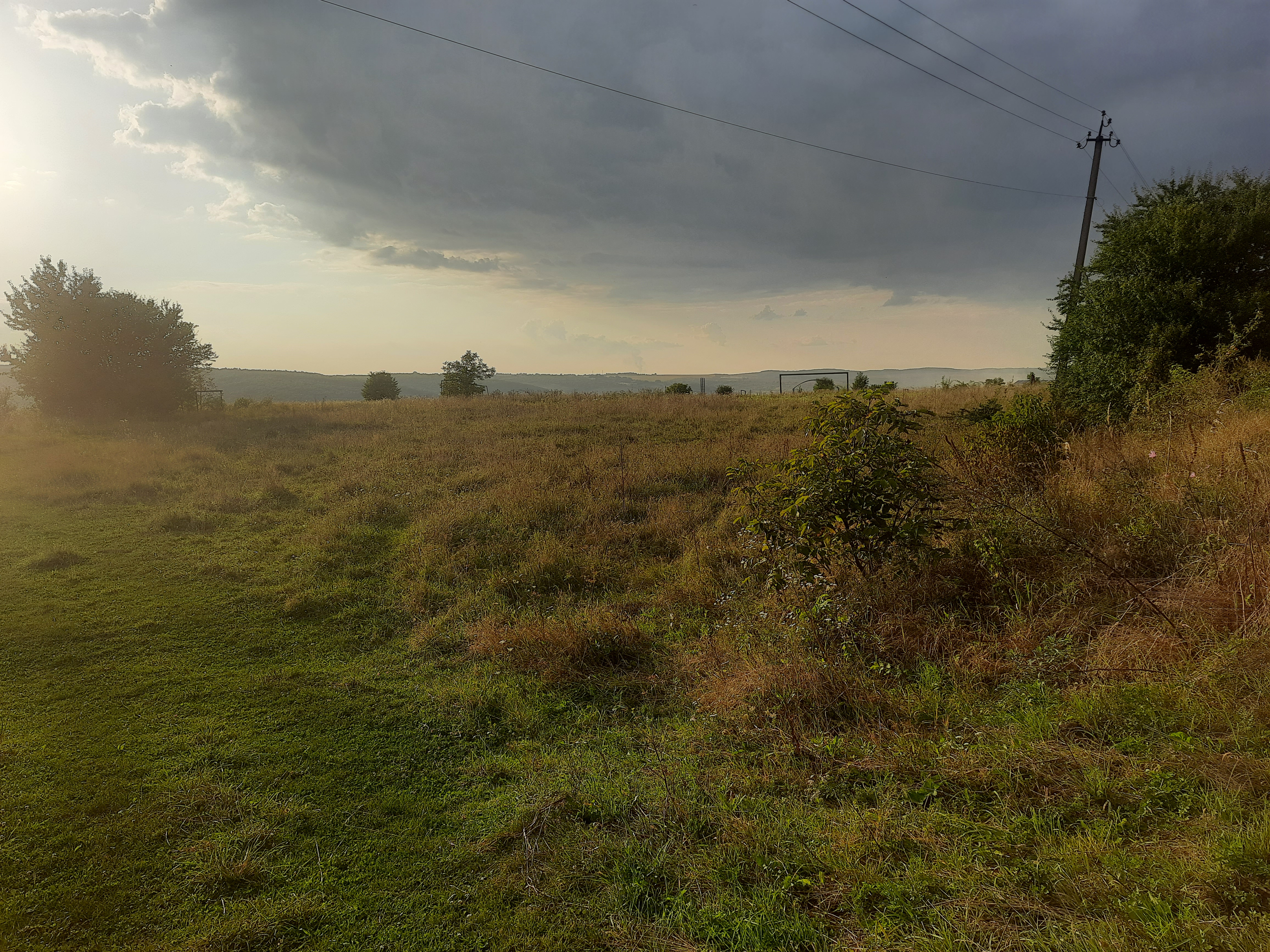
Сільський пейзаж